# フロンテアクイーン
フロンテアクイーン（英:Frontier Queen、2013年4月23日 - ）は、日本の競走馬、繁殖牝馬。
優駿牝馬（オークス）、秋華賞に参戦するなど、重賞でも好走したが勝利できず降級、条件戦から牝馬限定の重賞にかけて7回連続で2着や3着を記録。6歳になった2019年、重賞15度目の出走となった中山牝馬ステークス（GIII）で、三浦皇成が騎乗し重賞初勝利を達成した。出走した30回のうち10回2着、うち重賞で6回2着となっており、「シルバーコレクター」と呼ばれた。馬名の由来は、「最先端＋女王」。

## 経歴

### デビュー前
2013年4月23日、父のメイショウサムソンを生産した林孝輝牧場にて誕生。生産した牧場の代表である林孝輝は、ケガや病気とは無縁の、健康な馬で、「印象が薄いくらいの牧場時代を過ごした馬」であること、「4月23日の遅生まれで小さかったんだけど、大きな馬に負けじとくらいついて走っていました。夏に昼夜放牧すると、運動量が増えて、痛がったりするんだけど、この馬は順調にクリアして少しずつ体が増えてきた。」と牧場時代を評価している。
三協フロンテアの取締役会長、長妻和男が設立した三協ファームが馬を見に牧場に訪問、ひと目見て、購入を決め、三協ファーム所有の競走馬としてデビューすることとなった。美浦トレーニングセンターの国枝栄調教師の下に預けられた。

### 2歳（2015年）
8月23日、新潟競馬場の新馬戦（芝1600m外回り）に吉田隼人を鞍上に起用し出走したが7着、その後中山競馬場の未勝利戦でも7着に敗れた。
11月14日、蛯名正義に乗り替わり、東京競馬場の未勝利戦に出走。今回は距離を200m延長し、芝1800mのレースに初めて参戦、単勝オッズ13.7倍の6番人気に推された。レースでは、後方9番手から最後の直線に進入、上がり3ハロンが出走メンバー中最速の33.8秒の末脚で追い上げた。しかし最後の直線を5番手から前に抜け出したダイワドレッサーに3/4馬身振り切られて、2着敗退となった。12月6日、中山競馬場の未勝利戦（芝1800m）に出走。単勝オッズ7.6倍の4番人気の支持を集めた。先行し5番手の位置で最後の直線に進入、逃げる3番人気で井上敏樹騎乗のルーレットクイーンを捉えて先頭となり、後方から横山典弘騎乗の1番人気ジェラシーとともに並んで追い込んできたトミー・ベリー騎乗の2番人気グリントオブライトを1馬身1/4振り切って初勝利を挙げた。

### 3歳（2016年）
1月16日、中山競馬場の菜の花賞（500万下）に格上挑戦で出走し、優勝したエクラミレネールに1/2馬身及ばずの2着。騎乗した蛯名は、「差す形の競馬ができるようになってきました。もう少し落ち着きが出れば、もう一段ギアが上がると思います。距離が延びてもいいと思いますし、今後も楽しみです」と振り返った。続いて、登録時12頭中9頭に絞り込むし抽選を突破してクイーンカップ（GIII）に出走、重賞初挑戦となった。単勝オッズ33.7倍の7番人気の支持を受けて発走。序盤からハナを奪い逃げてレースを進めた単勝オッズ1.3倍の1番人気メジャーエンブレムが、後方を寄せ付けず大きく差を広げて入着する中、最後の直線9番手から追い込み5馬身差の2着を確保した。騎乗した蛯名は、「頑張ったと思います。少しずつ学習してくれています。もう少しイレ込まず、ドシッと構えられればもっと良くなります。賞金を加算出来ましたし、良かったです。ゲートがうまくなくて、位置を取りに行かないといけない中山（競馬場）より、東京（競馬場）の方が良さそうです」と回顧した。
4月24日、優駿牝馬（オークス）の優先出走権が得られるトライアル競走、フローラステークス（GII）に出走したが、優勝したチェッキーノから0.6秒遅れた4着となり、優先出走権を獲得出来なかった。優先出走権を獲得出来なかったものの、賞金順上位で出走可能となり、5月22日の優駿牝馬（オークス）（GI）に出走、単勝オッズ41.8倍の12番人気の評価となった。スタートから前に行かず、15番手で後方待機を選択、第3コーナーから徐々に位置を上げ、最後の直線11番手から追い込んだが、さらに後方から追い込んだシンハライトやチェッキーノらにかわされた6着となった。
オークス後は夏を休養に充て、9月10日、秋華賞の優先出走権が得られるトライアル競走、紫苑ステークス（GIII）に出走。スタート後5番手でレースを進めたが、第3コーナーで前方が急激に狭くなる不利を受けて、後退し8番手で最後の直線に進入した。最後の直線では馬場の外側に持ち出して追い込み、ハナ差で柴山雄一騎乗のパーシーズベストを退けて3着、秋華賞の優先出走権を獲得した。
優先出走権を行使し臨んだ10月16日の秋華賞（GI）では、後方待機から追い込みを図ったが伸びず14着敗退となった。その後、自己条件に戻り東京競馬場のユートピアステークス（1600万下）に出走したが9着となり、以降年内休養となった。

### 4歳（2017年）
2月4日、東京競馬場の初音ステークス（1600万下）から始動、鞍上は蛯名正義から北村宏司に乗り替わり、前日に東京競馬場に輸送し臨んだ。最後の直線8番手から馬群を縫って抜け出し、ワンブレスアウェイを1馬身4分の1離して1着。再びオープンクラスへ返り咲きを果たした。その後、3月12日の中山牝馬ステークス（GIII）で連勝を狙うも、1着のトーセンビクトリーから0.3秒遅れた8着敗退となった。
4月22日、レース前日に福島競馬場に輸送して、福島牝馬ステークス（GIII）に出走。単勝オッズ8.0倍の4番人気に支持された。先行し最後の直線では7番手から、逃げるクロコスミアや早めに先頭に立ったデンコウアンジュを捉えて先頭に進出した。しかし、馬場の一番外側から追い込んできたウキヨノカゼにゴール寸前でクビ差かわされた2着となった。騎乗した北村は、「返し馬からゲートまで、いい感じで落ち着いていけました。けっこうタイトでしたが、よく踏ん張って、3着馬との争いはしのいでくれたのですが...。よく走ってくれました」と回顧した。
5月14日、3度目のGI挑戦となる、ヴィクトリアマイル（GI）に出走。前回と同様に前日に東京競馬場に輸送して臨んだ。単勝オッズ89.2倍の12番人気で発走。序盤から後方待機を選択し、最終コーナーは14番手から直線に進入、上がり3ハロンは、出走メンバー中最速タイの33.2秒で追い込んだものの、優勝したアドマイヤリードに0.6秒遅れた8着となった。その後再びオープンから降級。長期の休養を挟んだ9月2日、長岡ステークス（1600万下）で復帰、優勝したバンゴールに0.2秒敵わず3着となった。
9月30日、中山競馬場の秋風ステークス（1600万下）に、田中勝春に乗り替わって出走。最後の直線で7番手から進出、4番手から先頭に抜け出したジュールポレールを捉えにかかったが、クビ差及ばず2着となった。騎乗した田中勝春は自身のブログにて、「スタートはポンという感じではなかったけれども、かなりゆったりした流れのなかでしっかり脚をためられたし、そのぶん、最後はスゴい脚を使って外から差してきてくれた。」と振り返り、勝ったジュールポレールとは、「位置取りの差はあった」と分析した。11月18日、東京競馬場のユートピアステークス（1600万下）は北村宏司に再び乗り替わり、単勝1番人気で出走するも、レッドアヴァンセに4分の3馬身及ばない2着となる。12月16日、格上挑戦で、ターコイズステークス（GIII）に出走、最後の直線で馬群の後方から、縫って先頭に抜け出したが、共に馬群を縫って上がり、前方が開け次第鋭く伸びたミスパンテールに先頭を譲り、タイム差なしクビ差の2着となった。

### 5歳（2018年）
3月10日、前年と同様に、中山牝馬ステークス（GIII）に出走。単勝オッズ5.5倍の2番人気の支持を得た。レースでは、スタート直後から3番手の位置で進行、カワキタエンカに0.1秒差の2着となった。
7月29日、初めて札幌競馬場での出走となるクイーンステークス（GIII）、鞍上には、2016年11月19日以来の蛯名正義が起用された。ディアドラに0.5秒差離された2着となった。10月13日、府中牝馬ステークス（GII）に出走。ディアドラと0.1秒差の3着となった。11月11日、エリザベス女王杯（GI）に出走、勝ったリスグラシューに0.6秒離されて7着、続いて12月13日、2年連続で出走したターコイズステークスでは、オイシン・マーフィーに乗り替わり参戦するが4着に終わった。

### 6歳（2019年）
3月9日、3年連続となる中山牝馬ステークス（GIII）に出走。騎乗予定の北村宏司が3月2日に落馬、頭部挫傷、意識障害、右側頭骨陥没骨折となったために、騎乗できなくなり、三浦皇成に乗り替わって参戦した。スタートから馬群の中団に位置、5.6番手から第3コーナーと最終コーナーの中間で手綱が動き進出。最後の直線では馬場の外側から伸びた。早めに先頭に立ち粘りこみを図る石橋脩騎乗のフローレスマジックを外から捉えて抜け出し、さらに外から追い込んできたフィリップ・ミナリク騎乗のウラヌスチャームをハナ差退けて1着。重賞初勝利を記録した。騎乗した三浦皇成にとってこの勝利が、JRA通算700勝目となった。三浦は、「区切りの700勝が近づいていたので朝からずっと勝ちたい気持ちでした。ペースが速いのは想定内でした。うまく走ってくれて追い出しを我慢することができました。その我慢が勝ちにつながったのだと思います。牝馬の上位の馬とはそれほど大きな力の差はないと思います。GIでもいいレースができる馬だと思います」と回顧した。
5月12日のヴィクトリアマイル（GI）で連勝を狙うも、15着に沈み、続いて7月28日のクイーンステークス（GIII）でも7着と敗れた。10月14日、府中牝馬ステークス（GII）に参戦、三浦皇成から津村明秀に乗り替わった。単勝オッズ23.6倍の9番人気での出走。最後の直線6番手から、先に抜け出したラッキーライラックと並び外側からかわしたものの、さらにその外から追い込んできたスカーレットカラーに差し切られて1馬身1/4差の2着、重賞6度目の2着となった。その後11月10日のエリザベス女王杯（GI）で10着。12月14日、ターコイズステークス（GIII）で9着に敗退した。このレースをもって引退、12月19日に競走馬登録を抹消した。生産された林孝輝牧場にて繁殖牝馬として繋養されることとなった。

## 競走成績
以下の内容は、netkeiba.comの情報に基づく。
| 競走日     | 競馬場 | 競走名             | 格       | 距離（馬場）   | 頭 数 | 枠 番 | 馬 番 | オッズ （人気） | 着順 | タイム （上がり3F） | 着差 | 騎手          | 斤量 [kg] | 1着馬（2着馬）         | 馬体重 [kg] |
| ---------- | ------ | ------------------ | -------- | -------------- | ----- | ----- | ----- | --------------- | ---- | ------------------- | ---- | ------------- | --------- | ---------------------- | ----------- |
| 2015.08.23 | 新潟   | 2歳新馬            |          | 芝1600m（良）  | 18    | 1     | 2     | 061.70（9人）   | 07着 | R1:37.0（33.6）     | -1.0 | 0吉田隼人     | 54        | サプルマインド         | 444         |
| 0000.09.21 | 中山   | 2歳未勝利          |          | 芝1600m（良）  | 16    | 1     | 1     | 033.10（9人）   | 07着 | R1:36.5（34.6）     | -0.6 | 0吉田隼人     | 54        | ワンダフルラッシュ     | 446         |
| 0000.11.14 | 東京   | 2歳未勝利          |          | 芝1800m（良）  | 13    | 2     | 2     | 013.70（6人）   | 02着 | R1:51.9（33.8）     | -0.1 | 0蛯名正義     | 54        | ダイワドレッサー       | 454         |
| 0000.12.06 | 中山   | 2歳未勝利          |          | 芝1800m（良）  | 16    | 6     | 12    | 007.60（4人）   | 01着 | R1:49.1（35.7）     | -0.2 | 0蛯名正義     | 54        | （グリントオブライト） | 452         |
| 2016.01.16 | 中山   | 菜の花賞           | 500万下  | 芝1600m（良）  | 15    | 6     | 11    | 016.90（7人）   | 02着 | R1:34.6（34.6）     | -0.1 | 0蛯名正義     | 54        | エクラミレネール       | 446         |
| 0000.02.13 | 東京   | クイーンC          | GIII     | 芝1600m（良）  | 16    | 1     | 2     | 033.70（7人）   | 02着 | R1:33.3（34.7）     | -0.8 | 0蛯名正義     | 54        | メジャーエンブレム     | 444         |
| 0000.04.24 | 東京   | フローラS          | GII      | 芝2000ｍ（良） | 18    | 5     | 9     | 006.50（4人）   | 04着 | R2:00.3（36.0）     | -0.6 | 0蛯名正義     | 54        | チェッキーノ           | 450         |
| 0000.05.22 | 東京   | 優駿牝馬           | GI       | 芝2400ｍ（良） | 18    | 6     | 12    | 041.8（12人）   | 06着 | R2:25.4（34.1）     | -0.4 | 0蛯名正義     | 55        | シンハライト           | 448         |
| 0000.09.10 | 中山   | 紫苑S              | GIII     | 芝2000ｍ（良） | 18    | 1     | 2     | 011.30（5人）   | 03着 | R2:00.7（36.2）     | -1.0 | 0蛯名正義     | 54        | ビッシュ               | 456         |
| 0000.10.16 | 京都   | 秋華賞             | GI       | 芝2000ｍ（良） | 18    | 6     | 11    | 042.8（12人）   | 14着 | R1:59.8（34.3）     | -1.2 | 0蛯名正義     | 55        | ヴィブロス             | 452         |
| 0000.11.19 | 東京   | ユートピアS        | 1600万下 | 芝1600m（稍）  | 18    | 4     | 8     | 005.80（4人）   | 09着 | R1:35.3（34.8）     | -0.6 | 0蛯名正義     | 54        | エテルナミノル         | 460         |
| 2017.02.04 | 東京   | 初音S              | 1600万下 | 芝1800m（良）  | 11    | 8     | 10    | 018.40（8人）   | 01着 | R1:46.7（33.2）     | -0.2 | 0北村宏司     | 54        | （ワンブレスアウェイ） | 462         |
| 0000.03.12 | 中山   | 中山牝馬S          | GIII     | 芝1800m（良）  | 16    | 7     | 14    | 009.20（4人）   | 08着 | R1:49.7（34.3）     | -0.3 | 0北村宏司     | 53        | トーセンビクトリー     | 462         |
| 0000.04.22 | 福島   | 福島牝馬S          | GIII     | 芝1800m（良）  | 16    | 4     | 8     | 008.00（4人）   | 02着 | R1:46.8（35.5）     | -0.0 | 0北村宏司     | 54        | ウキヨノカゼ           | 462         |
| 0000.05.14 | 東京   | ヴィクトリアマイル | GI       | 芝1600m（稍）  | 17    | 8     | 15    | 089.2（12人）   | 08着 | R1:34.5（33.2）     | -0.6 | 0北村宏司     | 55        | アドマイヤリード       | 462         |
| 0000.09.02 | 新潟   | 長岡S              | 1600万下 | 芝1600m（良）  | 15    | 4     | 6     | 004.20（2人）   | 03着 | R1:34.1（33.2）     | -0.2 | 0北村宏司     | 55        | バンゴール             | 464         |
| 0000.09.30 | 中山   | 秋風S              | 1600万下 | 芝1600m（良）  | 14    | 3     | 3     | 006.90（3人）   | 02着 | R1:34.8（33.3）     | -0.0 | 0田中勝春     | 55        | ジュールポレール       | 466         |
| 0000.11.18 | 東京   | ユートピアS        | 1600万下 | 芝1600m（良）  | 13    | 1     | 1     | 004.00（1人）   | 02着 | R1:34.8（32.9）     | -0.1 | 0北村宏司     | 55        | レッドアヴァンセ       | 464         |
| 0000.12.16 | 中山   | ターコイズS        | GIII     | 芝1600m（良）  | 16    | 4     | 7     | 005.50（3人）   | 02着 | R1:34.2（34.4）     | -0.0 | 0北村宏司     | 53        | ミスパンテール         | 470         |
| 2018.03.10 | 中山   | 中山牝馬S          | GIII     | 芝1800ｍ（稍） | 14    | 4     | 6     | 005.50（2人）   | 02着 | R1:49.1（35.1）     | -0.1 | 0北村宏司     | 54        | カワキタエンカ         | 474         |
| 0000.07.29 | 札幌   | クイーンS          | GIII     | 芝1800m（良）  | 11    | 5     | 5     | 006.90（4人）   | 02着 | R1:46.7（34.4）     | -0.5 | 0蛯名正義     | 55        | ディアドラ             | 460         |
| 0000.10.13 | 東京   | 府中牝馬S          | GII      | 芝1800m（良）  | 11    | 2     | 2     | 021.50（7人）   | 03着 | R1:44.8（32.9）     | -0.1 | 0蛯名正義     | 54        | ディアドラ             | 474         |
| 0000.11.11 | 京都   | エリザベス女王杯   | GI       | 芝2200ｍ（良） | 17    | 1     | 2     | 025.80（7人）   | 07着 | R2:13.7（34.7）     | -0.6 | 0蛯名正義     | 56        | リスグラシュー         | 476         |
| 0000.12.15 | 中山   | ターコイズS        | GIII     | 芝1600ｍ（良） | 16    | 7     | 13    | 008.30（4人）   | 04着 | R1:32.9（35.8）     | -0.2 | 0O.マーフィー | 55        | ミスパンテール         | 474         |
| 2019.03.09 | 中山   | 中山牝馬S          | GIII     | 芝1800ｍ（良） | 14    | 5     | 7     | 010.50（5人）   | 01着 | R1:47.7（35.0）     | -0.0 | 0三浦皇成     | 54        | （ウラヌスチャーム）   | 480         |
| 0000.05.12 | 東京   | ヴィクトリアマイル | GI       | 芝1600m（良）  | 18    | 8     | 18    | 024.50（9人）   | 15着 | R1:32.2（34.7）     | -1.7 | 0三浦皇成     | 55        | ノームコア             | 480         |
| 0000.07.28 | 札幌   | クイーンS          | GIII     | 芝1800m（良）  | 14    | 3     | 3     | 006.60（2人）   | 07着 | R1:47.4（34.3）     | -0.4 | 0三浦皇成     | 56        | ミッキーチャーム       | 482         |
| 0000.10.14 | 東京   | 府中牝馬S          | GII      | 芝1800m（稍）  | 15    | 3     | 6     | 023.60（9人）   | 02着 | R1:44.7（34.0）     | -0.2 | 0津村明秀     | 54        | スカーレットカラー     | 476         |
| 0000.11.10 | 京都   | エリザベス女王杯   | GI       | 芝2200m（良）  | 18    | 5     | 10    | 065.2（10人）   | 10着 | R2:14.9（34.2）     | -0.8 | 0津村明秀     | 56        | ラッキーライラック     | 472         |
| 0000.12.14 | 中山   | ターコイズS        | GIII     | 芝1600m（良）  | 16    | 3     | 6     | 010.40（5人）   | 09着 | R1:33.2（35.0）     | -1.0 | 0津村明秀     | 56        | コントラチェック       | 474         |

## 繁殖成績
|       | 馬名             | 生年   | 性 | 毛色 | 父             | 馬主         | 厩舎         | 戦績           |
| ----- | ---------------- | ------ | -- | ---- | -------------- | ------------ | ------------ | -------------- |
| 初仔  | クイーンズフジコ | 2021年 | 牝 | 鹿毛 | ロードカナロア |              |              | （デビュー前） |
| 2番仔 | ブルーメサイア   | 2022年 | 牡 | 鹿毛 | エピファネイア | 三協ファーム | 美浦・国枝栄 | 4戦0勝（現役） |
| 3番仔 | フロンテアムーン | 2023年 | 牝 | 鹿毛 | コントレイル   |              |              | （デビュー前） |

- 2025年4月11日現在

## 特徴

### シルバーコレクター
出走した30回のうち10回2着となっており、その内重賞で6回2着となっていることから、「シルバーコレクター」と呼ばれた。東京スポーツは、4戦連続2着であった2018年のクイーンステークス出走前の記事では、同年4戦前の秋風ステークスで、勝利したジュールポレールがその後ヴィクトリアマイル優勝。3戦前のユートピアステークスで、勝利したレッドアヴァンセがジュールポレールと同じヴィクトリアマイルで3着。2戦前のターコイズステークスで、勝利したミスパンテールが同じヴィクトリアマイルで5着となったため、「（戦ってきた）相手が悪かった」と見解を示した。

## 血統表
| フロンテアクイーンの血統        | フロンテアクイーンの血統                  | フロンテアクイーンの血統       | （血統表の出典）               | （血統表の出典） |
| 父系                            | サドラーズウェルズ系                      | サドラーズウェルズ系           | サドラーズウェルズ系           |                  |
| 父 メイショウサムソン 2003 鹿毛 | 父の父*オペラハウス Opera House 1988 鹿毛 | Sadler's Wells                 | Northern Dancer                | Northern Dancer  |
| 父 メイショウサムソン 2003 鹿毛 | 父の父*オペラハウス Opera House 1988 鹿毛 | Sadler's Wells                 | Fairy Bridge                   |                  |
| 父 メイショウサムソン 2003 鹿毛 | 父の父*オペラハウス Opera House 1988 鹿毛 | Colorspin                      | High Top                       | High Top         |
| 父 メイショウサムソン 2003 鹿毛 | 父の父*オペラハウス Opera House 1988 鹿毛 | Colorspin                      | Reprocolor                     |                  |
| 父 メイショウサムソン 2003 鹿毛 | 父の母マイヴィヴィアン 1997 鹿毛          | *ダンシングブレーヴ            | Lyphard                        | Lyphard          |
| 父 メイショウサムソン 2003 鹿毛 | 父の母マイヴィヴィアン 1997 鹿毛          | *ダンシングブレーヴ            | Navajo Princess                |                  |
| 父 メイショウサムソン 2003 鹿毛 | 父の母マイヴィヴィアン 1997 鹿毛          | ウイルプリンセス               | *サンプリンス                  | *サンプリンス    |
| 父 メイショウサムソン 2003 鹿毛 | 父の母マイヴィヴィアン 1997 鹿毛          | ウイルプリンセス               | エール                         |                  |
| 母 ブルーボックスボウ 1998 鹿毛 | 母の父*サンデーサイレンス 1986 青鹿毛     | Halo                           | Hail to Reason                 | Hail to Reason   |
| 母 ブルーボックスボウ 1998 鹿毛 | 母の父*サンデーサイレンス 1986 青鹿毛     | Halo                           | Cosmah                         |                  |
| 母 ブルーボックスボウ 1998 鹿毛 | 母の父*サンデーサイレンス 1986 青鹿毛     | Wishing Well                   | Understanding                  | Understanding    |
| 母 ブルーボックスボウ 1998 鹿毛 | 母の父*サンデーサイレンス 1986 青鹿毛     | Wishing Well                   | Mountain Flower                |                  |
| 母 ブルーボックスボウ 1998 鹿毛 | 母の母ブルーバタフライ 1988 鹿毛          | *ブレイヴェストローマン        | Never Bend                     | Never Bend       |
| 母 ブルーボックスボウ 1998 鹿毛 | 母の母ブルーバタフライ 1988 鹿毛          | *ブレイヴェストローマン        | Roman Song                     |                  |
| 母 ブルーボックスボウ 1998 鹿毛 | 母の母ブルーバタフライ 1988 鹿毛          | ファストブルー                 | *ダンディルート                | *ダンディルート  |
| 母 ブルーボックスボウ 1998 鹿毛 | 母の母ブルーバタフライ 1988 鹿毛          | ファストブルー                 | ブルートウショウ               |                  |
| 母系(F-No.)                     | ソシアルバターフライ系(FN:1-w)            | ソシアルバターフライ系(FN:1-w) | ソシアルバターフライ系(FN:1-w) | [ § 2 ]          |
| 5代内の近親交配                 | Northern Dancer 4･5（父内）               | Northern Dancer 4･5（父内）    | Northern Dancer 4･5（父内）    | [ § 3 ]          |
| 出典                            | 1. 2. 3.                                  | 1. 2. 3.                       | 1. 2. 3.                       | 1. 2. 3.         |

- 主な近親にヴェンジェンス（2019年みやこステークス）